# Biache-Saint-Vaast

Biache-Saint-Vaast este o comună în departamentul Pas-de-Calais, Franța. În 1 ianuarie 2022 avea o populație de 4.519 de locuitori.